# Euglenozoa
Euglenozoa је група аутотрофних, миксотрофних или хетеротрофних протиста из групе Excavata. Заједничка и изведена (апоморфна) карактеристика групе је присуство хетероморфних параксонемалних штапића у бичевима (тубуларних у предњем бичу, а паралелних аксонеми у задњем). Група обједињује једноћелијске организме са типично два бича (ретко једним или више), која су усађена у вршни (апикални или субапикални) флагеларни џеп. Кристе у митохондријама су у већини случајева дискоидалне.

## Екологија
обухвата поједине алге (еуглене), које воде слободноживећи начин живота и имају фотоаутотрофан начин исхране. Поједини представници могу изгубити хлоропласте у зависности од услова средине. У оквиру ове бројне групе (Euglenozoa) постоје и представници са типичним хетеротрофним начином исхране, као и веома специјализовани паразити.